# Götrik Frykman
Götrik Wilhelm Adolf „Putte” Frykman (ur. 1 grudnia 1891 w Sztokholmie, zm. 7 kwietnia 1948 w Sztokholmie) – szwedzki hokeista i piłkarz, reprezentant kraju grający na pozycji pomocnika. Był również zawodnikiem bandy.

## Kariera klubowa
Podczas swojej kariery piłkarskiej Götrik Frykman występował w Djurgårdens IF. Z Djurgårdens dwukrotnie zdobył mistrzostwo Szwecji w 1912 i 1915.

## Kariera reprezentacyjna
W reprezentacji Szwecji Frykman zadebiutował 18 czerwca 1911 w przegranym 2-4 towarzyskim meczu z Niemcami. W 1912 był w kadrze Szwecji na Igrzyska Olimpijskie w Sztokholmie. Na turnieju w Szwecji wystąpił w meczu w turnieju pocieszenia z Włochami. Ostatni raz w reprezentacji wystąpił 8 października 1916 w wygranym 4-0 towarzyskim meczu z Danią. W sumie wystąpił w 6 spotkaniach, w których zdobył bramkę.
| Mecze i gole w reprezentacji | Mecze i gole w reprezentacji | Mecze i gole w reprezentacji | Mecze i gole w reprezentacji | Mecze i gole w reprezentacji | Mecze i gole w reprezentacji | Mecze i gole w reprezentacji |
| #                            | Data                         | Miasto                       | Przeciwnik                   | Gol                          | Wynik                        |                              |
| ---------------------------- | ---------------------------- | ---------------------------- | ---------------------------- | ---------------------------- | ---------------------------- | ---------------------------- |
| 1.                           | 18.06.1911                   | Solna                        | Cesarstwo Niemieckie         |                              | 2:4                          | towarzyski                   |
| 2.                           | 17.09.1911                   | Solna                        | Norwegia                     |                              | 4:1                          | towarzyski                   |
| 3.                           | 01.07.1912                   | Solna                        | Włochy                       |                              | 0:1                          | Igrzyska Olimpijskie         |
| 4.                           | 03.11.1912                   | Göteborg                     | Norwegia                     | Gol                          | 4:2                          | towarzyski                   |
| 5.                           | 31.10.1915                   | Sztokholm                    | Dania                        |                              | 0:2                          | towarzyski                   |
| 6.                           | 08.10.1916                   | Sztokholm                    | Dania                        |                              | 4:0                          | towarzyski                   |

## Kariera hokejowa i bandy
W hokeja na lodzie i bandy Frykman grał w klubie Djurgårdens IF. W 1908 i 1912 zdobył z nim mistrzostwo Szwecji w bandy.